# Anisozyga sideralis
Anisozyga sideralis là một loài bướm đêm trong họ Geometridae.